# 穆氏指鰧
穆氏指鰧（學名：Dactyloscopus moorei），為輻鰭魚綱䲁形目指鰧科指鰧屬的一個種，種名是為了紀念美國考古學家克拉倫斯·布魯姆菲爾德·摩爾（1852-1936），分布於中西大西洋美國北卡羅萊納州至佛羅里達州及墨西哥灣海域，深度3至35公尺，本魚身體扁平，向尾部逐漸變細，頭大，上部扁平，眼後微凹，前部圓而窄，眼位於頭頂，有明顯的柄，柄長約等於眼徑，口上翹，下頜突出，上頜高過眼，後鼻孔在管狀前鼻孔基部附近有一單孔，兩唇均有皮瓣，上唇13-17個，鰓蓋有9-22個皮瓣，背鰭起點於頸背，背鰭硬棘11-12枚、背鰭軟條28-29枚、臀鰭硬棘2枚、臀鰭軟條32枚，腹鰭著生於喉下，側線連續，在最後一節背棘下方向下彎曲，側線鱗46片，頭頂及體側具褐色斑點或不規則橫紋，上體具褐色斑點，沿鱗片行有條紋，體長可達8公分，棲息在沙底質海床，生活習性不明。